# Whittingham (Lancashire)
Whittingham – civil parish w Anglii, w Lancashire, w dystrykcie Preston. W 2011 civil parish liczyła 2027 mieszkańców. Whittingham jest wspomniana w Domesday Book (1086) jako Witingheha.
Miejsce urodzenia św. Jana Walla (1620-1679) prezbitera (OFM) i męczennika. Jego wspomnienie Kościół katolicki obchodzi 14 lipca.

## Etymologia
Źródło:.

Nazwa miejscowości na przestrzeni wieków:
- 1086 w. – Witingheham
- 1199 w. – Whitingham
- 1202 w. – Witingheham i Witingeheim
- 1246 w. – Hwytingham
- 1257 w. – Wytingham
- 1292 w. – Quytyngham